# Fédération du Maranhão de football
La Fédération du Maranhão de football (en portugais : Federação Maranhense de Futebol) est une association brésilienne regroupant les clubs de football du Maranhão et organisant les compétitions au niveau régional, comme le championnat du Maranhão de football. Elle représente également les clubs du Maranhão au sein de la Fédération du Brésil de football.